# Санкт-Георген-бай-Зальцбург
Санкт-Георген-бай-Зальцбург —  містечко та громада в австрійській землі Зальцбург. Містечко належить округу Зальцбург-Умгебунг.